# 工人民主党 (土耳其)
工人民主党（土耳其语：İşçi Demokrasisi Partisi）是土耳其的一个托洛茨基主义政党。该党于2015年8月21日正式成立，前身是工人阵线。该党的意识形态是社会主义、共产主义、马克思主义、列宁主义、托洛茨基主义、莫雷诺主义。该党的政治立场是极左翼。该党的青年翼是工人民主党青年。该党的总部位于伊斯坦布尔。该党出版刊物《工人阵线》和《装甲列车》。该党是国际工人团结—第四国际的支部。2024年，该党有50名成员。